# Tisovec (okres Plzeň-jih)
Tisovec (v historických záznamech také jako Tustov, Tissowecz) je zaniklá ves, která se nacházela zhruba 1 km jihozápadně od města Spálené Poříčí. Jméno Tisovec mohlo vzniknout dvěma způsoby: buď od hojného porostu tisů v této oblasti, nebo od vlastního jména Tisa.
První zmínka o obci Tisovec je z roku 1377, kdy je zmiňován klerik Oldřich z Tisovce, který právě v této obci věnoval pozemek kostelu ve Starém Plzenci. V roce 1379 došlo k rozdělení této obce mezi dvě části – větší část patřila již zmiňovanému Oldřichu z Tisovce, menší část staroplzeneckému faráři. Roku 1391 došlo k převodu, kdy se část obce stala součástí poříčského panství. V tu dobu zde sídlil Jindřich z Kolešova s manželkou Markétou. Onen Jindřich je připomínán ještě v roce 1418, kdy je však psán už jako Jindřich z Tisovce. Během husitských válek obec zpustla a v roce 1584 je připomínána jako pustá ves náležící k Poříčí. Po třicetileté válce zde vznikl dvůr, ke kterému byly připojeny pozemky bývalé obce. Tento dvůr byl však pravděpodobně pouze dřevěný.
V první polovině 18. století však došlo k jeho zrušení a vrchnost jako náhradu nechala vystavět statek Karlov. Podle štítovských pamětníků byly na místech, kde stála obec Tisovec, vyorávány střepy a zbytky spáleniště. Místní pojmenování Pod Tisovcem však přežilo až do dnešních dní.